# Црквенац
Црквенац је насеље у Србији у општини Свилајнац у Поморавском округу. Према попису из 2022. има 1062 становника (према попису из 2011. било је 1157 становника).
Село је 1930-тих захваљујући померању Мораве добило плодну земљу крај реке, на рачун Лапова.

## Демографија
У насељу Црквенац живи 1085 пунолетних становника, а просечна старост становништва износи 44,9 година (42,9 код мушкараца и 46,8 код жена). У насељу има 379 домаћинстава, а просечан број чланова по домаћинству је 3,38.
Ово насеље је великим делом насељено Србима (према попису из 2002. године), а у последња три пописа, примећен је пад у броју становника.
|  |

| Демографија | Демографија | Демографија |
| Година      | Становника  | Становника  |
| ----------- | ----------- | ----------- |
| 1948.       | 2.010       |             |
| 1953.       | 2.087       |             |
| 1961.       | 1.948       |             |
| 1971.       | 1.796       |             |
| 1981.       | 1.829       |             |
| 1991.       | 1.644       | 1.392       |
| 2002.       | 1.282       | 1.575       |
| 2011.       | 1.157       |             |
| 2022.       | 1.062       |             |

| Етнички састав према попису из 2002.‍ | Етнички састав према попису из 2002.‍ | Етнички састав према попису из 2002.‍ | Етнички састав према попису из 2002.‍ | Етнички састав према попису из 2002.‍ |
| ------------------------------------ | ------------------------------------ | ------------------------------------ | ------------------------------------ | ------------------------------------ |
|                                      |                                      |                                      |                                      |                                      |
| Срби                                 | Срби                                 |                                      | 1.270                                | 99,06%                               |
| Југословени                          | Југословени                          |                                      | 2                                    | 0,15%                                |
| Словенци                             | Словенци                             |                                      | 1                                    | 0,07%                                |
| Румуни                               | Румуни                               |                                      | 1                                    | 0,07%                                |
| Муслимани                            | Муслимани                            |                                      | 1                                    | 0,07%                                |
| Македонци                            | Македонци                            |                                      | 1                                    | 0,07%                                |
| Власи                                | Власи                                |                                      | 1                                    | 0,07%                                |
| непознато                            | непознато                            |                                      | 3                                    | 0,23%                                |

| Година пописа     | 1948. | 1953. | 1961. | 1971. | 1981. | 1991. | 2002. |
| ----------------- | ----- | ----- | ----- | ----- | ----- | ----- | ----- |
| Број домаћинстава | 451   | 473   | 485   | 492   | 471   | 421   | 379   |

| Број чланова      | 1  | 2  | 3  | 4  | 5  | 6  | 7  | 8 | 9 | 10 и више | Просек |
| ----------------- | -- | -- | -- | -- | -- | -- | -- | - | - | --------- | ------ |
| Број домаћинстава | 86 | 70 | 56 | 52 | 52 | 36 | 18 | 6 | 1 | 2         | 3,38   |

| Пол    | Укупно | Неожењен/Неудата | Ожењен/Удата | Удовац/Удовица | Разведен/Разведена | Непознато |
| ------ | ------ | ---------------- | ------------ | -------------- | ------------------ | --------- |
| Мушки  | 519    | 121              | 338          | 36             | 23                 | 1         |
| Женски | 591    | 83               | 346          | 140            | 22                 | 0         |
| УКУПНО | 1.110  | 204              | 684          | 176            | 45                 | 1         |

| Пол    | Укупно                    | Пољопривреда, лов и шумарство | Рибарство                            | Вађење руде и камена | Прерађивачка индустрија       |
| ------ | ------------------------- | ----------------------------- | ------------------------------------ | -------------------- | ----------------------------- |
| Мушки  | 272                       | 118                           | 0                                    | 0                    | 45                            |
| Женски | 199                       | 103                           | 0                                    | 0                    | 20                            |
| УКУПНО | 471                       | 221                           | 0                                    | 0                    | 65                            |
| Пол    | Производња и снабдевање   | Грађевинарство                | Трговина                             | Хотели и ресторани   | Саобраћај, складиштење и везе |
| Мушки  | 26                        | 14                            | 33                                   | 4                    | 5                             |
| Женски | 2                         | 0                             | 33                                   | 8                    | 1                             |
| УКУПНО | 28                        | 14                            | 66                                   | 12                   | 6                             |
| Пол    | Финансијско посредовање   | Некретнине                    | Државна управа и одбрана             | Образовање           | Здравствени и социјални рад   |
| Мушки  | 0                         | 1                             | 8                                    | 5                    | 3                             |
| Женски | 0                         | 3                             | 5                                    | 10                   | 8                             |
| УКУПНО | 0                         | 4                             | 13                                   | 15                   | 11                            |
| Пол    | Остале услужне активности | Приватна домаћинства          | Екстериторијалне организације и тела | Непознато            | Непознато                     |
| Мушки  | 3                         | 0                             | 0                                    | 7                    | 7                             |
| Женски | 5                         | 0                             | 0                                    | 1                    | 1                             |
| УКУПНО | 8                         | 0                             | 0                                    | 8                    | 8                             |